# Campionati mondiali di ginnastica artistica 2009 - Volteggio femminile
La finale di specialità al volteggio ai Campionati Mondiali si è svolta alla North Greenwich Arena di Londra, Inghilterra il 17 ottobre 2009. Kayla Williams diventa campionessa mondiale, battendo la svizzera e seconda classificata Ariella Kaeslin.

## Podio

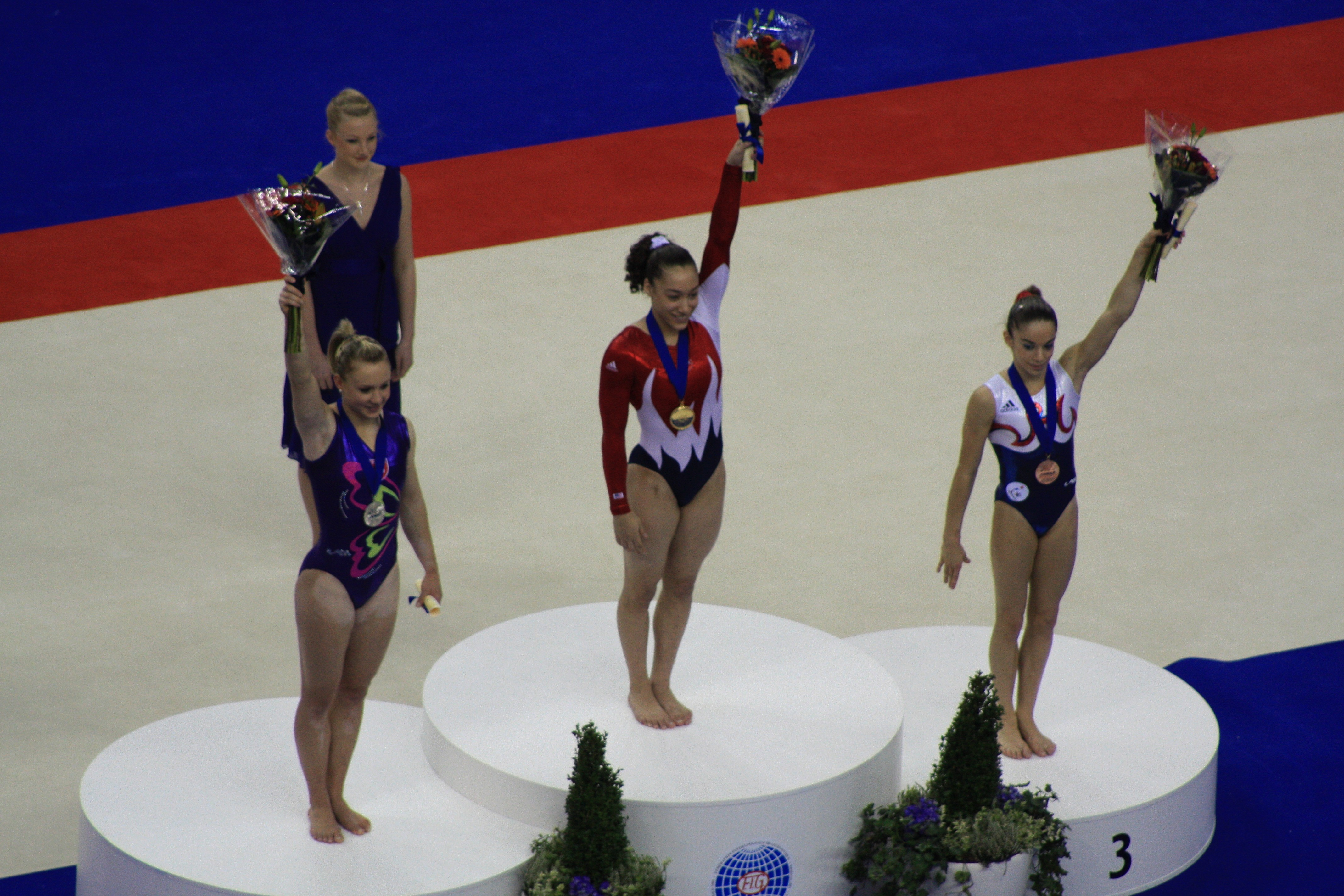
Il podio: Ariella Kaeslin (sinistra), Kayla Williams (centro) e Youna Dufournet.

| Oro                        | Argento                  | Bronzo                  |
| Kayla Williams Stati Uniti | Ariella Kaeslin Svizzera | Youna Dufournet Francia |

## Partecipanti
|             | Nome            | Nazionalità | Data di Nascita | Età     |
| ----------- | --------------- | ----------- | --------------- | ------- |
| Più giovane | Youna Dufournet | Francia     | 19/10/93        | 15 anni |
| Più vecchia | Ariella Kaeslin | Svizzera    | 11/10/87        | 22 anni |

## Classifica
| Pos.    | Ginnasta              | D. Score     | E. Score     | Penalità     | 1° Parziale  | D. Score     | E. Score     | Penalità     | 2° Parziale  | Totale |
| ------- | --------------------- | ------------ | ------------ | ------------ | ------------ | ------------ | ------------ | ------------ | ------------ | ------ |
| Oro     | Kayla Williams        | 6.300        | 8.900        | —            | 15.200       | 5.800        | 9.175        | —            | 14.975       | 15.087 |
| Argento | Ariella Kaeslin       | 6.300        | 8.775        | —            | 15.075       | 5.300        | 8.775        | 0.1          | 13.975       | 14.525 |
| Bronzo  | Youna Duforunet       | 5.300        | 8.975        | —            | 14.275       | 5.600        | 9.025        | —            | 14.625       | 14.450 |
| 4       | Yekaterina Kurbatova  | 5.800        | 8.925        | —            | 14.725       | 5.600        | 8.450        | 0.1          | 13.950       | 14.337 |
| 5       | Hong Un Jong          | 6.500        | 7.925        | 0.1          | 14.425       | 6.500        | 7.700        | 0.1          | 14.100       | 14.262 |
| 6       | Anna Myzdrikova       | 5.600        | 8.775        | 0.1          | 14.275       | 5.800        | 8.475        | 0.1          | 14.175       | 14.225 |
| 7       | Brittany Rogers       | 5.800        | 8.625        | —            | 14.425       | 5.600        | 8.475        | 0.1          | 13.975       | 14.200 |
| 8       | Elsa García Rodriguez | 5.300        | 8.800        | 0.1          | 14.000       | 5.200        | 7.475        | 0.1          | 12.525       | 13.287 |
| Pos.    | Ginnasta              | 1° Rotazione | 1° Rotazione | 1° Rotazione | 1° Rotazione | 2° Rotazione | 2° Rotazione | 2° Rotazione | 2° Rotazione | Totale |